# 張夢元
張夢元（1825年—1896年），字子善，號蓉軒，直隸天津（今天津市）人，清末政治人物，举人出身。

## 生平
同治四年（1865年）接替吴绍吉任邵武府知府一职，同治六年（1867年）由叶炳华接任。光緒五年（1879年）奉旨擔任按察使銜分巡台灣兵備道，受福建巡撫與布政使制約的地方官員。光绪九年（1883年）九月初九，由前福建按察使、船政督办调任廣西布政使。光绪十一年（1885年）六月十一日，调任福建布政使。

## 行政文獻
- 現存「光緒三年（1877）五月二十四日台灣府知府張夢元札恒春縣輪船招商局移文」乙篇[4]。